# Landkreis Schweinfurt
Landkreis Schweinfurt is een Landkreis in de Duitse deelstaat Beieren. De Landkreis telt 115.652 inwoners (31 december 2020) op een oppervlakte van 841,29 km². Het bestuur zetelt in de stad Schweinfurt, die als kreisfreie Stadt zelf geen deel uitmaakt van de Landkreis.

## Indeling

Landkreis Schweinfurt is verdeeld in 29 gemeenten. Slechts een gemeente heeft de status van stad. Drie gemeenten mogen zich Markt noemen. De Landkreis omvat zeven gebieden die niet gemeentelijk zijn ingedeeld. Het bestuur zetelt in de stad Schweinfurt, die zelf echter als kreisfreie Stadt geen deel van de Landkreis is.
Steden
1. Gerolzhofen.

Märkte
1. Oberschwarzach
2. Stadtlauringen
3. Werneck

Overige gemeenten
1. Bergrheinfeld
2. Dingolshausen
3. Dittelbrunn
4. Donnersdorf
5. Euerbach
6. Frankenwinheim
7. Geldersheim
8. Gochsheim
9. Grafenrheinfeld
10. Grettstadt
11. Kolitzheim
12. Lülsfeld
13. Michelau im Steigerwald
14. Niederwerrn
15. Poppenhausen
16. Röthlein
17. Schonungen
18. Schwanfeld
19. Schwebheim
20. Sennfeld
21. Sulzheim
22. Üchtelhausen
23. Waigolshausen
24. Wasserlosen
25. Wipfeld

Niet gemeentelijk ingedeeld
1. Bürgerwald (8,04 km²)
2. Geiersberg (0,79 km²)
3. Hundelshausen (11,12 km²)
4. Nonnenkloster (1,21 km²)
5. Stollbergerforst (4,18 km²)
6. Vollburg (1,46 km²)
7. Wustvieler Forst (8,49 km²)

Aichach-Friedberg · Altötting · Amberg · Amberg-Sulzbach · Ansbach (stad) · Landkreis Ansbach · Aschaffenburg (stad) · Landkreis Aschaffenburg · Augsburg (stad) · Landkreis Augsburg · Bad Kissingen · Bad Tölz-Wolfratshausen · Bamberg (stad) · Landkreis Bamberg · Bayreuth (stad) · Landkreis Bayreuth · Berchtesgadener Land · Cham · Coburg (stad) · Landkreis Coburg · Dachau · Deggendorf · Dillingen an der Donau · Dingolfing Landau · Donau-Ries · Ebersberg · Eichstätt · Erding · Erlangen · Erlangen-Höchstadt · Forchheim · Freising · Feyung-Grafenau · Fürstenfeldbruck · Fürth (stad) · Landkreis Fürth · Garmisch-Partenkirchen · Günzburg · Haßberge · Hof (stad) · Landkreis Hof · Ingolstadt · Kaufbeuren · Kelheim · Kempten im Allgäu · Kitzingen · Kronach · Kulmbach · Landsberg am Lech · Landshut (stad) · Landkreis Landshut · Lichtenfels · Lindau · Main-Spessart · Memmingen · Miesbach · Miltenberg · Mühldorf am Inn · München · Landkreis München · Neuburg-Schrobenhausen · Neumarkt in der Oberpfalz · Neurenberg · Neustadt an der Aisch-Bad Windsheim · Neustadt an der Waldnaab · Neu-Ulm · Nürnberger Land · Oberallgäu · Ostallgäu · Passau (stad) · Landkreis Passau · Pfaffenhofen an der Ilm · Regen · Regensburg (stad) · Landkreis Regensburg · Rhön-Grabfeld · Rosenheim (stad) · Landkreis Rosenheim · Roth · Rottal-Inn · Schwabach · Schwandorf · Schweinfurt (stad) · Landkreis Schweinfurt · Starnberg · Straubing · Straubing-Bogen · Tirschenreuth · Traunstein · Unterallgäu · Weiden in der Oberpfalz · Weilheim-Schongau · Weißenburg-Gunzenhausen · Wunsiedel im Fichtelgebirge · Würzburg (stad) · Landkreis Würzburg
Bergrheinfeld ·
Dingolshausen ·
Dittelbrunn ·
Donnersdorf ·
Euerbach ·
Frankenwinheim ·
Geldersheim ·
Gerolzhofen ·
Gochsheim ·
Grafenrheinfeld ·
Grettstadt ·
Kolitzheim ·
Lülsfeld ·
Michelau i.Steigerwald ·
Niederwerrn ·
Oberschwarzach ·
Poppenhausen ·
Röthlein ·
Schonungen ·
Schwanfeld ·
Schwebheim ·
Sennfeld ·
Stadtlauringen ·
Sulzheim ·
Üchtelhausen ·
Waigolshausen ·
Wasserlosen ·
Werneck ·
Wipfeld